# Atentado contra el pudor
El atentado contra el pudor es un delito de tipo sexual que protege el pudor de los individuos y que se configura cuando una persona realiza actos de tipo sexual en el cuerpo de otra, sin que esta haya prestado su consentimiento para ello. Se distingue de la violación según el caso, la legislación y las distintas épocas. Se distingue entre atentado al pudor simple y atentado al pudor con violencia.

## Derecho protegido
Para los códigos penales de Europa y América desde la antigüedad clásica hasta el siglo XX, la sexualidad se dividía en lícita e ilícita. La ley definía como podían y debían los individuos procurarse su placer sexual. El delito de violación solo podía ser cometido por un varón contra una mujer y consistía exclusivamente en el acto de penetración vaginal, es decir, la introducción del miembro viril en las partes genitales de la mujer.
El resto de los actos sexuales, como por ejemplo el ataque sexual contra un varón adulto o niño, la fellatio, la penetración anal u oral, la penetración con elementos que no fuera el pene, dedos u otros objetos, como no llevaban a un embarazo no deseado, no podían ser considerados violación y se catalogaban de atentados contra el pudor, con una pena mucho menor.

Más que la naturaleza sexual del acto lo que interesaba era el sentimiento de pudor ofendido y el honor del padre o el esposo de la ofendida. El bien que protegía el derecho penal era el honor de la familia, en especial el del padre y el pudor ofendido por los delitos de naturaleza sexual.
La homosexualidad, la masturbación y otros actos considerados ilícitos también entraban dentro del delito de atentado al pudor. Se trataba de proteger el honor de la familia y la mujer mancillada y no de un tema de consentimiento.
En el siglo XX, a partir de los años 1990 aparece lo que la jurista Marcela Iacub considera el «paradigma consensualista». A partir de ese momento el derecho ya no se ocupa de la forma en que cada individuo obtiene su placer sexual sino que el valor fundamental que la ley protege pasa a ser la integridad sexual y la libre decisión, voluntad y el consentimiento de cada individuo para disponer de su vida sexual. Es por eso que en los nuevos códigos penales desaparece el delito de atentado al pudor y se amplía el delito de violación, al tiempo que desaparecen la homosexualidad y la masturbación como delitos o atentados contra el pudor. Ya no se trata de proteger el honor de las familias o el pudor sino de proteger la integridad física y psíquica de la víctima, por lo cual mucho de lo que antes aparecía como atentado contra el pudor con violencia ahora entra dentro del contexto de una violación.
Sin embargo todavía existen muchos países en los cuales no se incluye dentro del concepto de violación distintas variantes de ataques sexuales y aparece todavía el delito de atentado contra el pudor.

## Configuración del delito
El delito se configura cuando una persona obliga a otra a realizar actos de naturaleza sexual.
Para el Código Penal ecuatoriano, ya no es delito. código integral penal ecuatoriano. vigente a partir del 2014
En cambio, en Francia, por ejemplo, en 1910, la Corte de Casación condenó a un hombre por atentado contra el pudor con violencia por haber forzado a su esposa a tener relaciones sexuales delante de un tercero. No se trataba de un delito de violación debido al deber conyugal de la esposa pero al obligarla a hacerlo delante de otra persona se trataba de un atentado a su honor y por tanto al pudor.

## El atentado contra el pudor en la legislación
Dentro de las legislaciones varía la configuración de este delito. En ciertas legislaciones se define al atentado contra el pudor como el acto sexual que se realiza sin el consentimiento de la víctima sin llegar a tener un acceso carnal, mientras que en otras legislaciones se considera como atentado contra el pudor al acto de obligar a la víctima a realizar actos sexuales, bajo amenazas.
En el primer caso se podría considerar que el atentado contra el pudor son hechos que realiza una persona en contra de otra, de naturaleza sexual, sin que la víctima preste su consentimiento para ello, pudiendo llegar a configurarse el atentado contra el pudor en la masturbación y eyaculación sobre el cuerpo de la víctima. En el segundo caso existe un factor importante: la violencia ejercida sobre la víctima para que esta realice actos impúdicos sin prestar su consentimiento.